# Brian Pothier
Pour les articles homonymes, voir Pothier.
Brian Pothier (né le 15 avril 1977 à New Bedford dans l'État du Massachusetts aux États-Unis) est un joueur professionnel américain de hockey sur glace qui évoluait au poste de défenseur.

## Carrière
Pothier n'a jamais été repêché par une équipe de la Ligue américaine de hockey ; il signe à titre d'agent libre avec les Thrashers d'Atlanta après son séjour dans la NCAA avec le Rensselaer Polytechnic Institute. Il est échangé aux Sénateurs d'Ottawa avant la saison 2002-2003 contre Shawn McEachern, puis signe avec les Capitals comme agent libre à l'été 2006.
Le 3 mars 2010, les Capitals l'envoient avec Oskar Osala aux Hurricanes de la Caroline en retour de Joe Corvo. À la fin de la saison 2009-2010, il signe pour le club suisse du Genève-Servette HC.
Vers la fin de la saison 2011-2012, il subit une commotion cérébrale. Il repart en Amérique pour le reste de la saison 2012-2013. Il met un terme à sa carrière durant l'automne 2013.

### Carrière internationale
Au niveau international, il a représenté les États-Unis à l'occasion du championnat du monde en 2007.

## Statistiques
Pour les significations des abréviations, voir Statistiques du hockey sur glace.

### En club
| Saison     | Équipe                           | Ligue      |     | Saison régulière | Saison régulière | Saison régulière | Saison régulière | Saison régulière |   | Séries éliminatoires | Séries éliminatoires | Séries éliminatoires | Séries éliminatoires | Séries éliminatoires |
| Saison     | Équipe                           | Ligue      | PJ  | B                | A                | Pts              | Pun              | PJ               | B | A                    | Pts                  | Pun                  |                      |                      |
| 1996-1997  | Rensselaer Polytechnic Institute | NCAA       | 34  | 1                | 11               | 12               | 42               | -                | - | -                    | -                    | -                    |                      |                      |
| 1997-1998  | Rensselaer Polytechnic Institute | NCAA       | 35  | 2                | 9                | 11               | 28               | -                | - | -                    | -                    | -                    |                      |                      |
| 1998-1999  | Rensselaer Polytechnic Institute | NCAA       | 37  | 5                | 13               | 18               | 36               | -                | - | -                    | -                    | -                    |                      |                      |
| 1999-2000  | Rensselaer Polytechnic Institute | NCAA       | 36  | 9                | 24               | 33               | 44               | -                | - | -                    | -                    | -                    |                      |                      |
| 2000-2001  | Solar Bears d'Orlando            | LIH        | 76  | 12               | 29               | 41               | 69               | 16               | 3 | 5                    | 8                    | 11                   |                      |                      |
| 2000-2001  | Thrashers d'Atlanta              | LNH        | 3   | 0                | 0                | 0                | 2                | -                | - | -                    | -                    | -                    |                      |                      |
| 2001-2002  | Thrashers d'Atlanta              | LNH        | 33  | 3                | 6                | 9                | 22               | -                | - | -                    | -                    | -                    |                      |                      |
| 2001-2002  | Wolves de Chicago                | LAH        | 39  | 6                | 13               | 19               | 30               | -                | - | -                    | -                    | -                    |                      |                      |
| 2002-2003  | Senators de Binghamton           | LAH        | 68  | 7                | 40               | 47               | 58               | 8                | 2 | 8                    | 10                   | 4                    |                      |                      |
| 2002-2003  | Sénateurs d'Ottawa               | LNH        | 14  | 2                | 4                | 6                | 6                | 1                | 0 | 0                    | 0                    | 2                    |                      |                      |
| 2003-2004  | Sénateurs d'Ottawa               | LNH        | 55  | 2                | 6                | 8                | 24               | 7                | 0 | 0                    | 0                    | 6                    |                      |                      |
| 2004-2005  | Senators de Binghamton           | LAH        | 77  | 12               | 36               | 48               | 64               | 6                | 0 | 1                    | 1                    | 6                    |                      |                      |
| 2005-2006  | Sénateurs d'Ottawa               | LNH        | 77  | 5                | 30               | 35               | 59               | 8                | 2 | 1                    | 3                    | 2                    |                      |                      |
| 2006-2007  | Capitals de Washington           | LNH        | 72  | 3                | 25               | 28               | 44               | -                | - | -                    | -                    | -                    |                      |                      |
| 2007-2008  | Capitals de Washington           | LNH        | 38  | 5                | 9                | 14               | 20               | -                | - | -                    | -                    | -                    |                      |                      |
| 2008-2009  | Bears de Hershey                 | LAH        | 4   | 0                | 0                | 0                | 2                | -                | - | -                    | -                    | -                    |                      |                      |
| 2008-2009  | Capitals de Washington           | LNH        | 9   | 1                | 2                | 3                | 4                | 13               | 0 | 2                    | 2                    | 8                    |                      |                      |
| 2009-2010  | Capitals de Washington           | LNH        | 41  | 4                | 7                | 11               | 10               | -                | - | -                    | -                    | -                    |                      |                      |
| 2009-2010  | Hurricanes de la Caroline        | LNH        | 20  | 1                | 3                | 4                | 11               | -                | - | -                    | -                    | -                    |                      |                      |
| 2010-2011  | Genève-Servette HC               | LNA        | 44  | 8                | 25               | 33               | 26               | 6                | 2 | 4                    | 6                    | 10                   |                      |                      |
| 2011-2012  | Genève-Servette HC               | LNA        | 50  | 6                | 21               | 27               | 34               | 4                | 0 | 1                    | 1                    | 4                    |                      |                      |
| Totaux LNH | Totaux LNH                       | Totaux LNH | 362 | 26               | 92               | 118              | 202              | 29               | 2 | 3                    | 5                    | 18                   |                      |                      |

### En équipe nationale
| Année | Compétition          |   | PJ | B | A | Pts | Pun      |  | Résultat |
| 2007  | Championnat du monde | 7 | 0  | 1 | 1 | 4   | 5e place |  |          |